# Каменищі (село, Нижньогородська область)
Каменищі (рос. Каменищи) — село в Бутурлинському районі Нижньогородської області Російської Федерації.
Населення становить 750 осіб. Входить до складу муніципального утворення Каменищенська сільрада.

## Історія
Від 2009 року входить до складу муніципального утворення Каменищенська сільрада.

## Населення
| 1999 | 2002 | 2010 |
| ---- | ---- | ---- |
| 920  | ↘828 | ↘750 |